# Bruce Babcock
Bruce Alan Babcock ist ein US-amerikanischer Agrarökonom. Er ist Professor an der University of California, Riverside.

## Leben
Babcock stammt aus Südkalifornien. Er studierte Ressourcenökonomik (B.S., 1980) und Agrarökonomie (M.S., 1981) an der University of California, Davis. 1982–1983 arbeitete er an der Texas A&M University. Seinen Ph.D. erhielt Babcock 1987 von der University of California, Berkeley. Von 1987 bis 1990 war er Assistenzprofessor an der North Carolina State University. Von 1990 bis 2017 hatte er verschiedene Professuren an der Iowa State University inne, wo er von 1998 bis 2011 außerdem Direktor des Center for Agricultural and Rural Development war. 

## Arbeit
Babcocks Forschungsinteressen sind Agrarmärkte, Biokraftstoffe, Risiko und Risikomanagement von Landwirten, und die Analyse von Agrar- und Handelspolitik.